# جمشید مهرداد
جمشید مهرداد (زاده ۲ فروردین ۱۳۱۱ – درگذشته ۱۵ تیر ۱۳۸۱) بازیگر سینما اهل ایران بوده‌است. وی فعالیت سینمایی خود را از سال ۱۳۳۱ با فیلم مادر آغاز کرد.

## بازیگر
- بر فراز آسمان‌ها (۱۳۵۷)
- تکیه بر باد (۱۳۵۷)
- گدای اشراف‌زاده (۱۳۵۷)
- پرستوهای عاشق (۱۳۵۶)
- حلقه‌های ازدواج (۱۳۵۶)
- خدا قوت (۱۳۵۶)
- دو کله‌شق (۱۳۵۶)
- فریادرس (۱۳۵۶)
- همکلاس (۱۳۵۶)
- بی‌نشان (۱۳۵۵)
- تنهایی (۱۳۵۵)
- رابطه جوانی (۱۳۵۵)
- رامشگر (۱۳۵۵)
- چشمان بسته (۱۳۵۴)
- دختر نگو، بلا بگو (۱۳۵۴)
- زیبای پررو (۱۳۵۴)
- قرار بزرگ (۱۳۵۴)
- هم قسم (۱۳۵۴)
- بزن بریم دزدی (۱۳۵۳)
- خوشگلا عوضی گرفتین (۱۳۵۳)
- شکست ناپذیر (۱۳۵۳)
- مرغ همسایه (۱۳۵۳)
- مواظب کلات باش (۱۳۵۳)
- جبار سرجوخه فراری (۱۳۵۲)
- جنگجویان کوچولو (۱۳۵۲)
- شیخ صالح (۱۳۵۲)
- قربون هرچی خوشگله (۱۳۵۲)
- آب نبات چوبی (۱۳۵۱)
- اسیر (۱۳۵۱)
- بابا نان داد (۱۳۵۱)
- عباسه و جعفر برمکی (۱۳۵۱)
- مهدی مشکی و شلوارک داغ (۱۳۵۱)
- برای که قلب‌ها می‌تپد (۱۳۵۰)
- خوشگلترین زن عالم (۱۳۵۰)
- رنگین کمان (۱۳۵۰)
- ماه پیشونی (۱۳۵۰)
- تاکسی عشق (۱۳۴۹)
- جدایی (۱۳۴۸)
- آواره‌های تهران (۱۳۴۷)
- تحفه هند (۱۳۴۷)
- سلطان قلب‌ها (۱۳۴۷)
- قدرت عشق (۱۳۴۷)
- گرداب گناه (۱۳۴۷)
- حقه بازان (۱۳۴۶)
- روزهای تاریک یک مادر (۱۳۴۶)
- غم‌ها و شادی‌ها (۱۳۴۶)
- مرد بی ستاره (۱۳۴۶)
- مرد دو چهره (۱۳۴۶)
- امیرارسلان نامدار (۱۳۴۵)
- شارلاتان (۱۳۴۵)
- فرار از حقیقت (۱۳۴۵)
- ببر کوهستان (۱۳۴۴)
- جلاد (۱۳۴۴)
- سه تا نخاله (۱۳۴۴)
- اشک‌ها و خنده‌ها (۱۳۴۲)
- زنگ‌های خطر (۱۳۴۲)
- محکوم (۱۳۴۲)
- اشک شوق (۱۳۴۱)
- پنجه (۱۳۴۱)
- چادرنشین‌ها (۱۳۴۱)
- قربون خودم (۱۳۴۱)
- نصیب و قسمت (۱۳۴۱)
- تازه به دوران رسیده (۱۳۴۰)
- سایه سرنوشت (۱۳۴۰)
- پول حلال (۱۳۳۹)
- دست تقدیر (۱۳۳۸)
- گوهر لکه دار (۱۳۳۸)
- عروس فراری (۱۳۳۷)
- ظالم بلا (۱۳۳۶)
- شاهین طوس (۱۳۳۳)
- چهره آشنا (۱۳۳۲)
- شب‌های تهران (۱۳۳۲)
- غفلت (۱۳۳۲)
- مادر (۱۳۳۱)